# أنطيوخوس الرابع ملك كوماجيني
أنطيوخوس الرابع إبيفانيس (باللاتينية: Gaius Julius Antiochus IV Epiphanes) هو آخر ملوك مملكة كوماجيني، وقد حكم من عام 38 إلى 72 ميلادية كملك عميل تحت سلطة الإمبراطورية الرومانية.

## النشأة
وُلد أنطيوخوس الرابع قبل عام 17 م، وهو ابن الملك أنطيوخوس الثالث من كوماجيني والملكة جوليا إيوتابا. تنحدر أسرته من أصول مختلطة أرمينية وفارسية ويونانية. بعد وفاة والده، ضم الإمبراطور تيبيريوس المملكة إلى مقاطعة سوريا الرومانية عام 17 م، ونُفي أنطيوخوس إلى روما مع أخته حيث تلقى تعليمه ونشأ في البلاط الإمبراطوري.

## استعادة العرش
أعاد الإمبراطور كاليغولا أنطيوخوس إلى العرش عام 38 م، ومنحه أراضي إضافية شملت مناطق من كيليكيا. لاحقًا أقاله كاليغولا، لكنه عاد إلى الحكم في عهد كلوديوس عام 41 م، واستمر حتى عام 72 م.

## الأنشطة السياسية والعسكرية
دعم أنطيوخوس الإمبراطورية الرومانية عسكريًا، ومنها: شارك في الحروب ضد الفرثيين في أرمينيا إلى جانب الإمبراطور نيرون أرسل جيشه بقيادة ابنه إلى اليهودية لدعم تيطس خلال حصار القدس عام 70 م. حصل على امتيازات سياسية من روما نتيجة ولائه العسكري.

## نهاية حكمه
في عام 72 م، اتهمه الحاكم الروماني لوسيوس كايسيليوس باسوس بالتآمر مع الفرثيين، فأمر الإمبراطور فسبازيان بعزله. فُرضت عليه الإقامة في روما، حيث عاش ما تبقى من حياته.

## أسرته
تزوج أنطيوخوس من شقيقته إيوتابا، وأنجب منها: أرخيلاوس أنطيوخوس إبيفانيس، كالينيكوس، إيوتابا الصغرى،كان حفيده فيلوبابوس شخصية بارزة في أثينا، وشيّد له نصب فيلوبابوس الذي لا يزال قائمًا حتى اليوم.

## الإرث
يُعد أنطيوخوس الرابع آخر ملوك كوماجيني. وقد عُثر على عملات معدنية تعود لفترته، وتمثل أسلوبًا فنيًا متأثرًا بالثقافة الهلنستية والرومانية، كما ارتبط اسمه بتأسيس مدن مثل أنطاكية على كراگوم وجيرمانيكوبوليس في كيليكيا.